# Décès en novembre 1964
Décès
- 1960
- 1961
- 1962
- 1963
- 1964
- 1965
- 1966
- 1967
- 1968

Pour une information complémentaire, voir la page d'aide.

| Date        | Nom              | Pays                   | Activités                           | Âge | Source |
| ----------- | ---------------- | ---------------------- | ----------------------------------- | --- | ------ |
| 9 novembre  | Victor Regnart   | Drapeau de la Belgique | Peintre belge.                      | 78  |        |
| 13 novembre | Gabriele Santini | Drapeau de l'Italie    | Chef d'orchestre italien.           | 78  |        |
| 18 novembre | Louis Olagnier   | Drapeau de la France   | Footballeur international français. | 74  |        |